# TuS Eisbergen
Der TuS Eisbergen ist ein Sportverein aus Eisbergen, einem Stadtteil von Porta Westfalica im Kreis Minden-Lübbecke. 

## Geschichte
Der Verein wurde im Jahre 1919 gegründet. Das Sportangebot umfasst Basketball, Faustball, Fitness für Frauen, Korbball, Laufen, Seniorensport, Tennis, Nordic Walking und Turnen. Nach dem Ende des Zweiten Weltkrieges verfügte der Verein kurzzeitig über eine Fußballabteilung, die sich im Jahre 1948 als FSC Eisbergen abspaltete. Von 1969 bis 1989 waren die Leichtathleten des TuS Eisbergen in der Leichtathletikgemeinschaft Porta involviert.

### Korbball

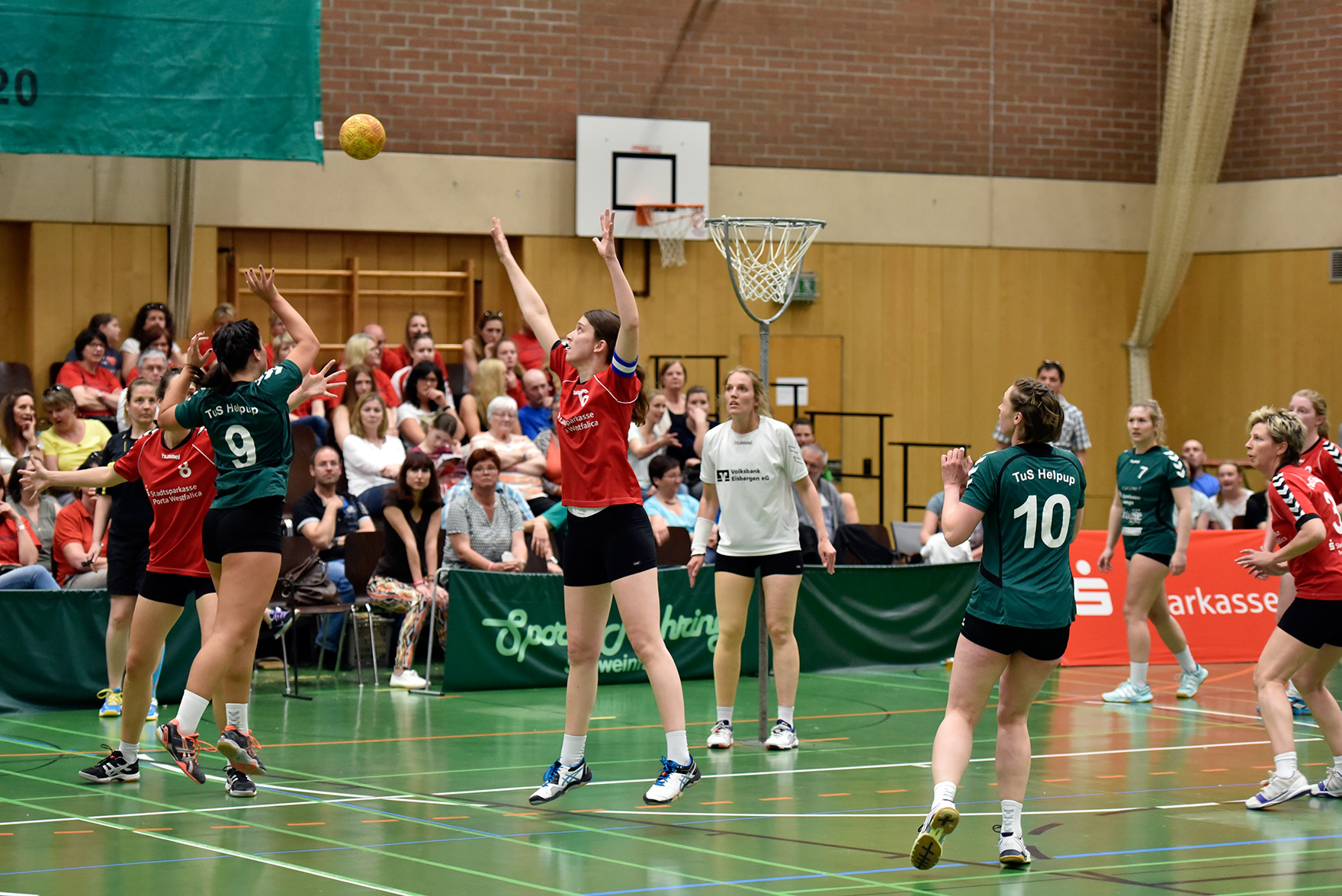
TuS Eisbergen (rot) gegen TuS Helpup 2016

Die Abteilung Korbball wurde im Jahre 1969 gegründet. Die Frauenmannschaft spielt in der Bundesliga Süd und wurde in den Jahren 2014 und 2015 jeweils deutscher Meister. Im Jahre 2019 wurden die Eisbergerinnen Vizemeister nach einer Finalniederlage gegen den SV Schraudenbach. Der Verein richtete in den Jahren 2010 und 2019 jeweils die Endrunden um die deutsche Meisterschaft im Hallenkorbball aus. In der Altersklasse Jugend wurde der TuS Eisbergen bereits in den Jahren 2005 und 2006 deutscher Meister.

### Erfolge
- Deutscher Korbballmeister: 2014, 2015
- Deutscher Korbball-Vizemeister: 2019